# Liste der Kreisstraßen in Neustadt an der Weinstraße
Die Liste der Kreisstraßen in Neustadt an der Weinstraße ist eine Auflistung der Kreisstraßen in der rheinland-pfälzischen kreisfreien Stadt Neustadt an der Weinstraße.

## Abkürzungen
- K: Kreisstraße
- L: Landesstraße

## Liste
Die Kreisstraßen behalten die ihnen zugewiesene Nummer in der Regel nicht bei einem Wechsel in einen anderen Landkreis oder in eine kreisfreie Stadt. Nicht vorhandene bzw. nicht nachgewiesene Kreisstraßen werden in Kursivdruck gekennzeichnet, ebenso Straßen und Straßenabschnitte, die unabhängig vom Grund (Herabstufung zu einer Gemeindestraße oder Höherstufung) keine Kreisstraßen mehr sind.
Der Straßenverlauf wird in der Regel von Nord nach Süd und von West nach Ost angegeben.
| Nr.  | Verlauf |
| ---- | --- |
| K 1  | – Speyerdorfer Straße – K 2 – Speyerdorfer Straße – K 20 – Speyerdorfer Straße – Lilienthalstraße – Lachener Weg – K 8 – Lachener Weg – Stadtgrenze – (K 14 im Rhein-Pfalz-Kreis) |
| K 2  | K 23 – Branchweilerhofstraße – Adolf-Kolping-Straße – K 1 – Adolf-Kolping-Straße –                                                                                                |
| K 3  | Schöntalstraße – |
| K 4  | Heidenbrunnenweg – Siedlerstraße – |
| K 5  | K 21 – Heidenburgstraße – An der Althart – Eichkehle – Mandelring – Haardter Straße –                                                                                             |
| K 6  | (K 35 im Landkreis Südliche Weinstraße) – Stadtgrenze – Böbinger Straße – Geitherstraße – L 530                                                                                   |
| K 7  | / – Theodor-Heuss-Straße – Karl-Ohler-Straße – Kirrweiler Straße – Speyerer Straße – L 540                                                                                        |
| K 8  | K 1 – Lilienthalstraße – Flugplatzstraße – Goethestraße – L 540 |
| K 9  | K 14 – Schloßstraße – Eichstraße – L 512 – Dammstraße – Weinstraße – L 512 – Mittelhambacher Straße – L 516 – Mittelhambacher Straße –                                            |
| K 10 | Andergasse – Heerstraße – L 512 |
| K 11 | L 516 – Deidesheimer Straße – K 12 – Hirschhornring – Erlenbergstraße – Neubergstraße – K 21                                                                                      |
| K 12 | K 11 – Raiffeisenstraße – Hildenbrandseck – Herzogstraße – K 21 |
| K 14 | L 512 – Weinstraße – An der Almel – Triftbrunnenweg – Freiheitstraße – K 9 |
| K 15 | K 16 – Von-Dalheim-Straße – L 516 |
| K 16 | L 512 – Kreuzstraße – K 15 – Kreuzstraße – Im Johanniskirchel – L 516 |
| K 19 | L 516 – Zum Ordenswald – |
| K 20 | – Branchweilerhofstraße – Nachtweide – K 1 – Louis-Escande-Straße – |
| K 21 | L 516 – Herzogstraße – K 12 – Meerspinnstraße – K 11 – Meerspinnstraße – Peter-Koch-Straße – K 5 – Peter-Koch-Straße – Gimmeldinger Straße –                                      |
| K 22 | L 540 – Dudostraße – Duttweilerer Straße – L 530 – Gäustraße – |
| K 23 | – Martin-Luther-Straße – K 2 – Martin-Luther-Straße – Winziger Straße – |